# Lauhala

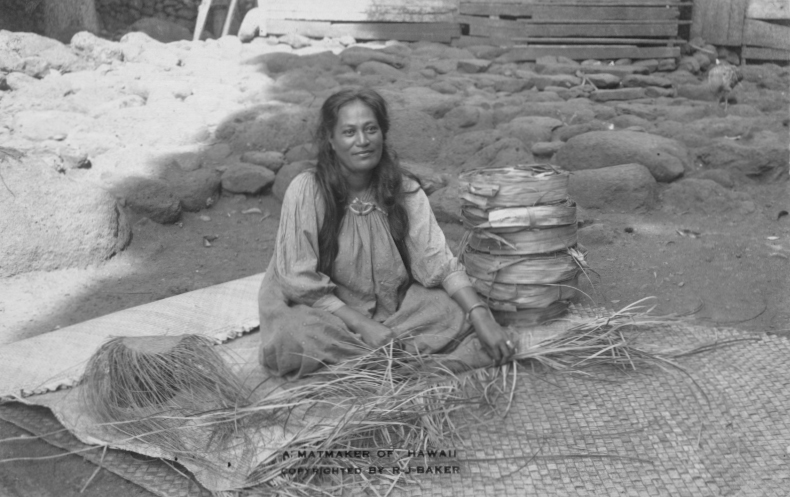
Flechterin mit Lauhala-Matte und zum Flechten vorbereiteten Blättern in großen Rollen (kūkaʻa)

Als Lauhala (hawaiisch lau hala) werden Flechtarbeiten aus den Blättern von Schraubenbäumen in Hawaiʻi bezeichnet.

## Arten
Die Hawaiier unterscheiden fünf Arten des Hala-Baumes (pū hala) nach Farbe und Größe der Früchte:
- hala ʻula (orangerot)
- hala lihilihi ʻula (rote Spitze, die zur Mitte hin gelb wird)
- hala ʻīkoi (nur an der Spitze hell orange)
- hala melemele (gelb)
- hala pia (nicht ganz weiße, kleine Frucht)

## Flechtarbeiten

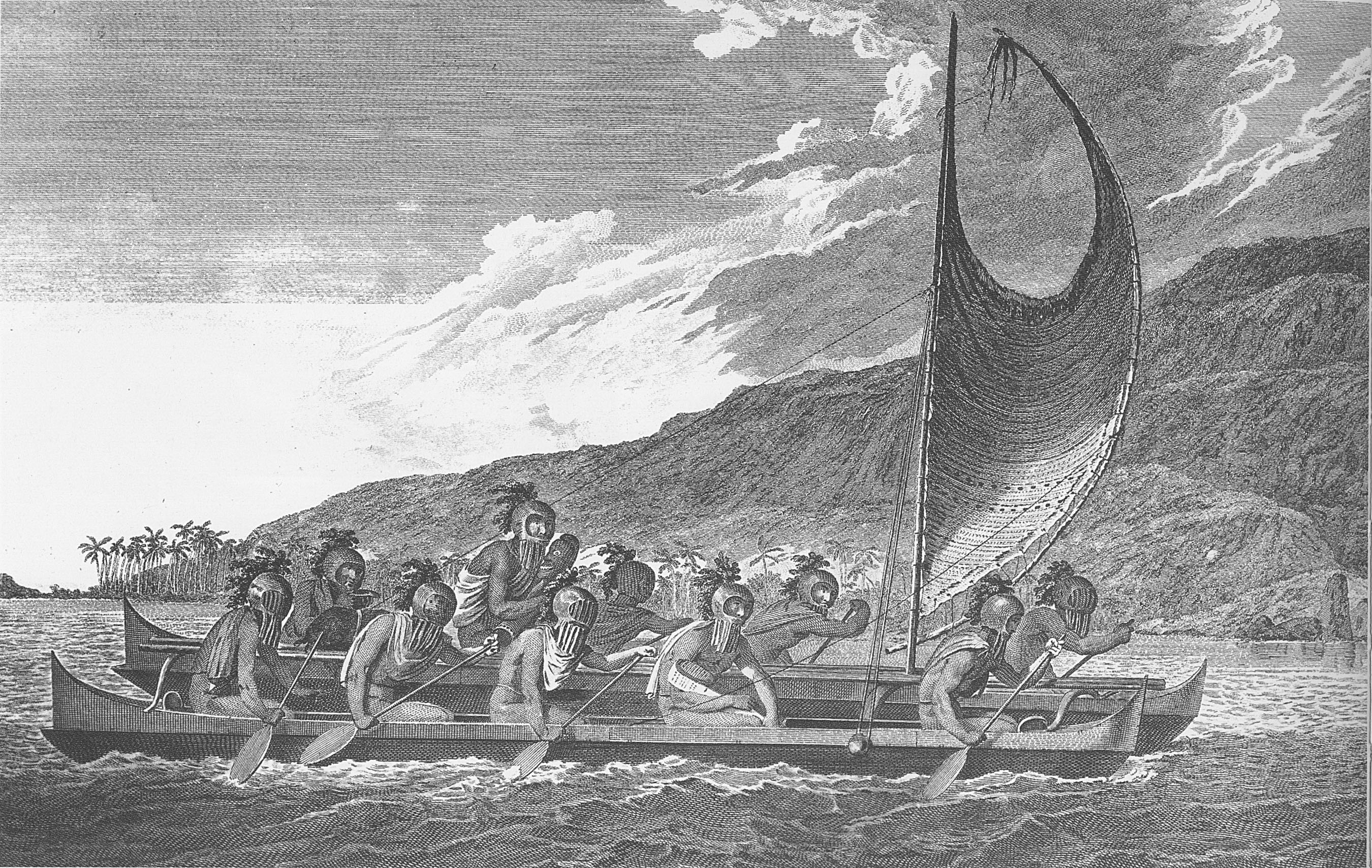
Boot mit Segel aus lauhala

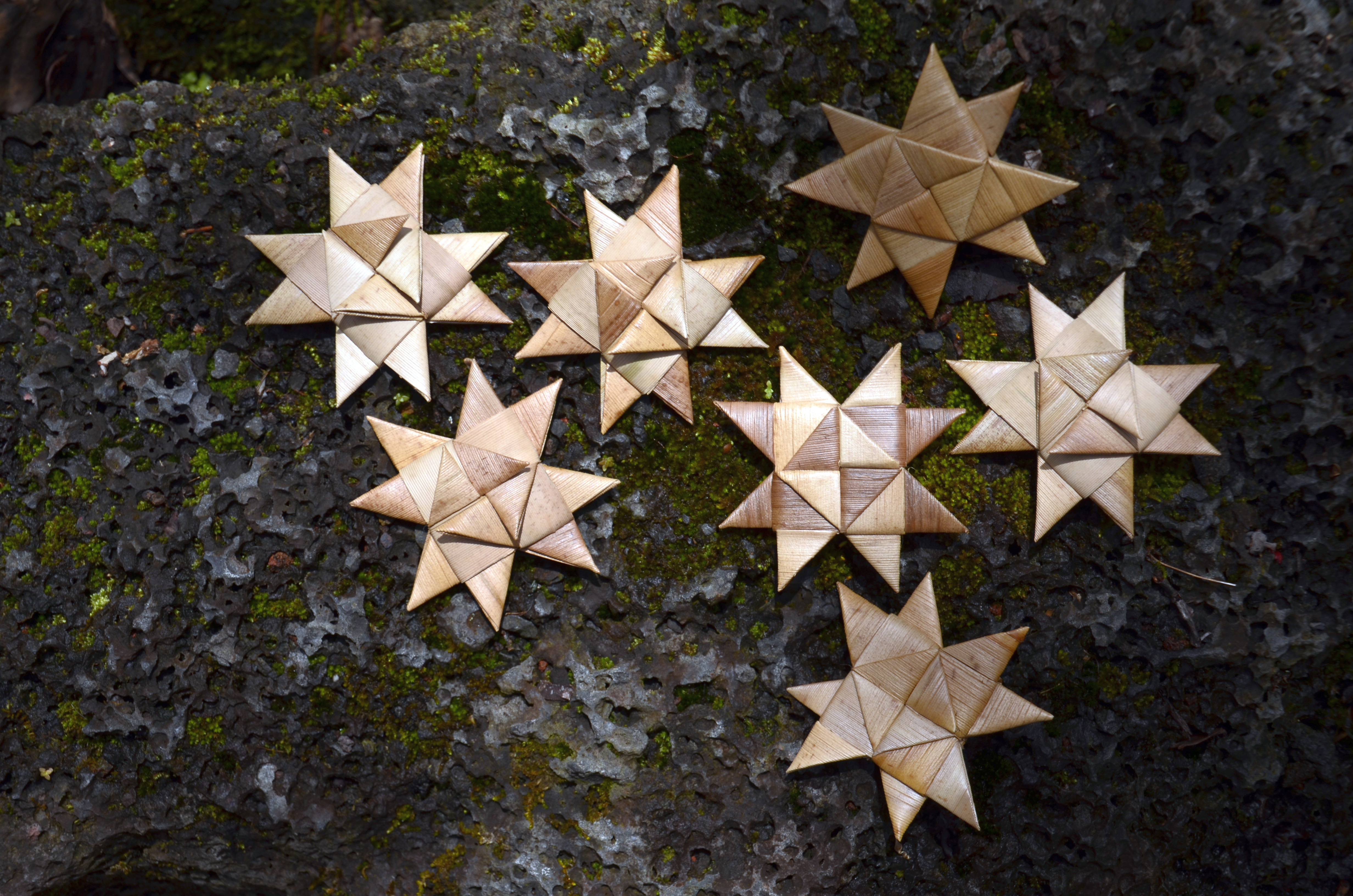
Fröbelsterne aus lauhala in Puna, Hawaiʻi

Die Anfänge der Lauhala-Flechtarbeiten liegen offenbar weit zurück, da Funde aus alten Grabhöhlen fast die gleichen Formen zeigen wie jüngere Gegenstände.
Hergestellt wurden unter anderem Fußbodenmatten, Schlafmatten, Fenstervorhänge, Dachinnenverkleidungen, Vorratskörbe, Segel, Hüte und Lendenschurze. Auch die Wände der Behausungen konnten mit lauhala verkleidet sein.
Während der Hawaiischen Renaissance wurde das Flechten mit lauhala wieder populär und heute werden auch nicht traditionelle Gegenstände hergestellt.

## Nutzung anderer Pflanzenteile

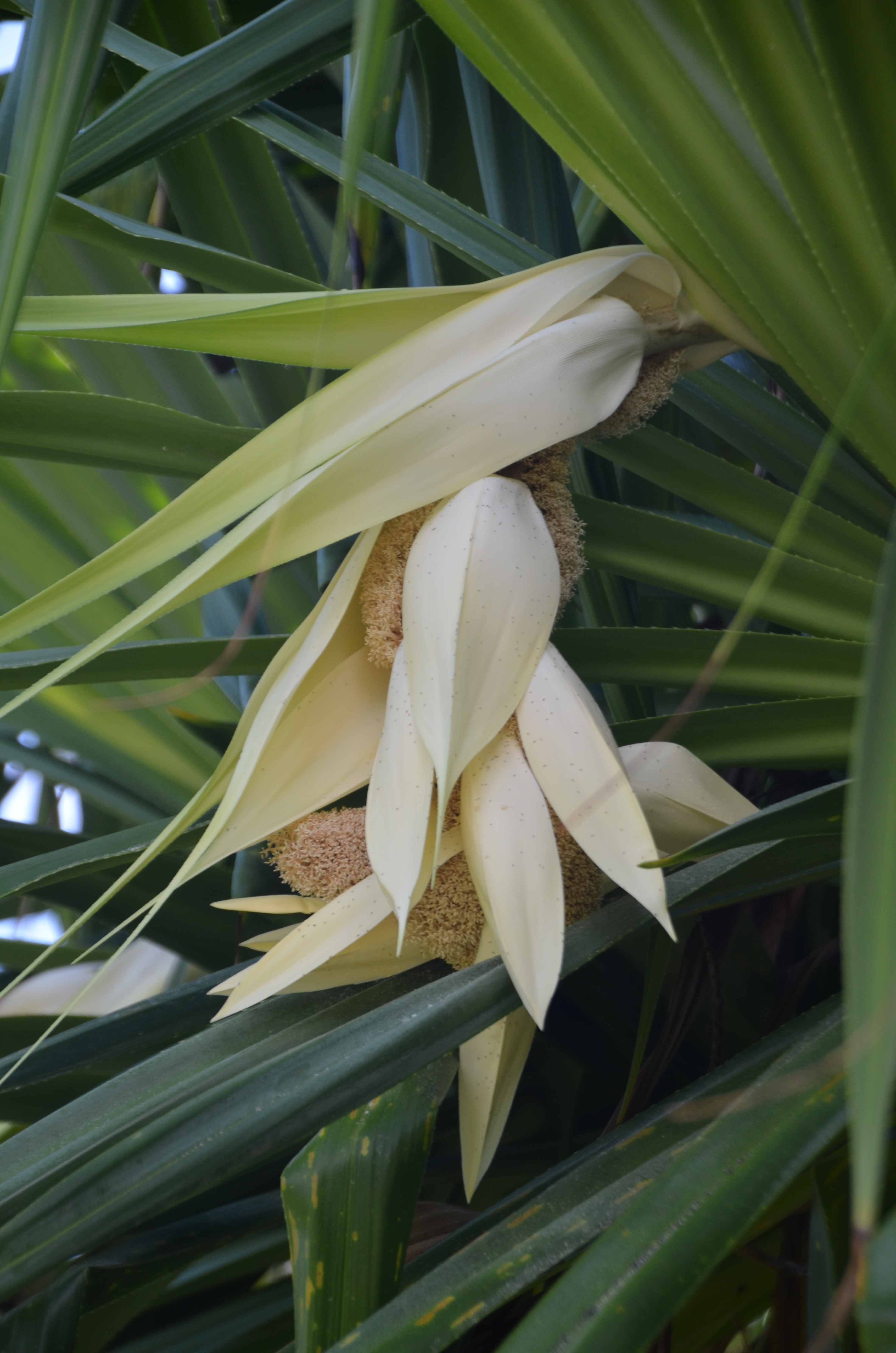
Männliche Blüte (hīnano)

Die gelben bis roten Teile der Frucht wurden für Leis oder als Pinsel zum Malen verwendet. Da das Wort hala auch Fehler, Irrtum oder Sünde bedeutet, trug man einen hala lei früher nicht bei wichtigen Vorhaben.
Wegen ihres Duftes nutzte man die männlichen Blüten (hīnano) zum parfümieren von Tapa. Vor allem Puna auf der Insel Hawaiʻi war sprichwörtlich bekannt dafür. Aus den Deckblättern wurden besonders feine Flechtarbeiten gefertigt (moena hīnano or ʻahu hīnano).
Die Spitzen der Luftwurzeln (uleule) fanden in der Medizin Anwendung.